# Athens Open Challenger
L'Athens Open Challenger, noto anche come Status Athens Open per motivi di sponsorizzazione, è stato un torneo professionistico di tennis giocato sul cemento. Faceva parte dell'ATP Challenger Tour. Si giocava annualmente ad Atene, in Grecia, dal 2008 al 2012.

## Albo d'oro

### Singolare
| Anno | Campione           | Finalista               | Punteggio        |
| ---- | ------------------ | ----------------------- | ---------------- |
| 2012 | Marinko Matosevic  | Ruben Bemelmans         | 6–3, 6–4         |
| 2011 | Matthias Bachinger | Dmitrij Tursunov        | walkover         |
| 2010 | Lu Yen-hsun        | Rainer Schüttler        | 3–6, 7–6(4), 6–4 |
| 2009 | Rui Machado        | Daniel Muñoz de la Nava | 6–3, 7–6(9)      |
| 2008 | Martin Verkerk     | Adrian Cruciat          | 6–3, 6–3         |

### Doppio
| Anno | Campioni                          | Finalisti                                    | Punteggio |
| ---- | --------------------------------- | -------------------------------------------- | --------- |
| 2012 | Andre Begemann Jordan Kerr        | Gerard Granollers Pujol Alexandros Jakupovic | 6–2, 6–3  |
| 2011 | Colin Fleming Scott Lipsky        | Matthias Bachinger Benjamin Becker           | walkover  |
| 2010 | Rik De Voest Lu Yen-hsun          | Robin Haase Igor Sijsling                    | 6–3, 6–4  |
| 2009 | Rameez Junaid Philipp Marx        | Jesse Huta Galung Rui Machado                | 6–4, 6–3  |
| 2008 | Marc López Gabriel Trujillo Soler | Konstantinos Economidis Alexander Jakupovic  | 6–4, 6–4  |